# Symphyotrichum nahanniense
Symphyotrichum nahanniense là một loài thực vật có hoa trong họ Cúc. Loài này được (Cody) Semple mô tả khoa học đầu tiên năm 2002.